# Sô-cô-la trắng
Sô-cô-la trắng là một loại sô-cô-la làm từ bơ ca cao, đường và sữa bột. Sô cô la trắng không chứa ca cao khô vẫn thường được thấy trong các loại sô cô la khác. Nó được đặc trưng bởi một màu ngà nhạt. Nhiệt độ nóng chảy của bơ ca cao, là thành phần duy nhất của hạt ca cao trong sô cô la trắng đủ cao để giữ sô cô la trắng ở nhiệt độ phòng, như với sô cô la sữa và sô cô la đen.

## Thành phần
Sô cô la trắng không chứa ca cao khô (thành phần không béo của ca cao). Ca cao khô là thành phần chính của rượu sô cô la thông thường - sô cô la ở dạng thô, không đường. Trong quá trình sản xuất, các chất rắn có màu sẫm của hạt ca cao được tách ra khỏi thành phần chất béo, cũng giống như với sô cô la sữa và sô cô la đen. Do đó, bơ ca cao là thành phần ca cao duy nhất trong sô cô la trắng. Vì không chứa ca cao khô, sô cô la trắng chỉ chứa một lượng nhất định chất kích thích theobromine và caffeine. Vài loại sô cô la trắng được thêm các hương liệu bổ sung, chẳng hạn như vani.

## Quy định
Các quy định chi phối những loại sô cô la có thể được bán trên thị trường được xác định là "sô cô la trắng": Tại Hoa Kỳ, kể từ năm 2004, sô cô la trắng phải (theo trọng lượng) chứa ít nhất 20% bơ ca cao, 14% sữa bột, 3,5% sữa béo và không được vượt hơn 55% đường hoặc chất ngọt khác. Trước 2004, các công ty Mỹ được yêu cầu phải có giấy phép tiếp thị tạm thời mới được bán sô cô la trắng. Liên minh châu Âu đã thông qua các tiêu chuẩn thống nhất, ngoại trừ việc không có giới hạn lượng đường hoặc chất ngọt khác.

## Lịch sử
Vào những năm 1930, sô cô la trắng Milkybar đã được ra mắt tại châu Âu bởi công ty Nestlé của Thụy Sĩ. Từ những năm 1940 đến những năm 1990, Nestlé đã sản xuất một loại sô cô la trắng dạng thanh dài với những miếng hạnh nhân có tên là Alpine White và sản phẩm được bán trên khắp Hoa Kỳ và Canada. Công ty Hershey bắt đầu sản xuất hàng loạt Kisses vào những năm 1990, một sản phẩm được đa dạng hóa vào đầu thế kỷ 21, với hình dạng một nụ hôn xoáy sô cô la trắng hòa quyện sô cô la đen được gọi là Hug. Thương hiệu Mars ở châu Âu hiện đang sản xuất sô cô la trắng Snickers.